# 2e division de cavalerie (France)
Pour les articles homonymes, voir 2e division.
La 2e division de cavalerie (2e DC) est une division de cavalerie de l'Armée de terre française qui a participé à la Première Guerre mondiale et aux premiers mois de la Seconde Guerre mondiale.

## Création et différentes dénominations
- novembre 1873 : création de la 2e division de cavalerie
- juillet 1921 : dissolution
- 1928 : la 2e division de cavalerie est recréée
- janvier 1940 : la 2e division de cavalerie devient 2e division légère (de cavalerie)

## Les chefs de corps

### De 1873 à 1921
- 31 octobre 1873 - 17 avril 1874 : général Ameil[1]
- 20 avril 1874 - 9 septembre 1875 : général de France[2]
- 9 octobre 1875 - 23 février 1877 : général de Gramont[3],[4]
- 23 février 1877 - 10 février 1879 : général Cornat[5],[6]
- 14 février 1879 - 24 mai 1883 : général de Verneville[7],[8]
- 24 mai 1883 - 23 juin 1888 : général Lardeur[7],[9]
- 23 juin 1888 - 8 mai 1890 : général Loizillon[10],[11]
- 8 mai 1890 - 6 avril 1895 : général de Cointet[12],[13]
- 18 avril 1895 - 26 septembre 1896 : général Lenfumé de Lignières[14],[15]
- 6 octobre 1896 - 18 septembre 1901 : général Farny[16],[17]
- 12 octobre 1901 - 22 janvier 1904 : général de Benoist[18]
- 29 janvier 1904 - 3 octobre 1904 : général Trémeau[19]
- 3 octobre 1904 - 9 mai 1906 : général Got[20]
- 9 mai 1906 - 16 novembre 1907 : général Meneust[21]
- 16 novembre 1907 - 21 octobre 1912 : général de Mas-Latrie[22],[23]
- 23 octobre 1912 - 13 août 1914 : général Lescot[22],[24]
- 13 août 1914 - 8 février 1918 : général Varin[25],[26]
- 8 février 1918 - 28 septembre 1920 : général Lasson[25],[27]
- 30 septembre 1920 - 22 juillet 1921 : général de Corn[25],[28]

### De 1928 à 1940
- 1927 - 1931 : général de France[29],[30]
- 1931 - 1933 : général Marin de Montmarin[29]
- 12 décembre 1933 - 16 septembre 1936 : général Massiet
- 1936 - 1940 : général Berniquet[29]

## Avant 1914
La division est créée en septembre 1873 à Lunéville. Elle regroupe la 1re brigade de chasseurs à cheval, avec les 7e et 11e régiments et la 2e brigade de dragons, avec les 8e et 9e régiment. Ces régiments rejoignent Lunéville en novembre.
En octobre 1878, la 2e brigade de dragons est remplacée par la 1re brigade de dragons (7e et 18e régiment). En novembre, la 1re brigade de chasseurs est à son tour remplacée par la 3e brigade de chasseurs (9e et 13e régiments).
En 1881, la 2e brigade de cuirassiers, avec les 1er et 2e régiments de cuirassiers, arrive en remplacement de la 3e brigade de chasseurs. En 1888, cette brigade est relevée par la 6e brigade de cuirassiers (11e et 12e régiments).

## La Première Guerre mondiale

### Composition

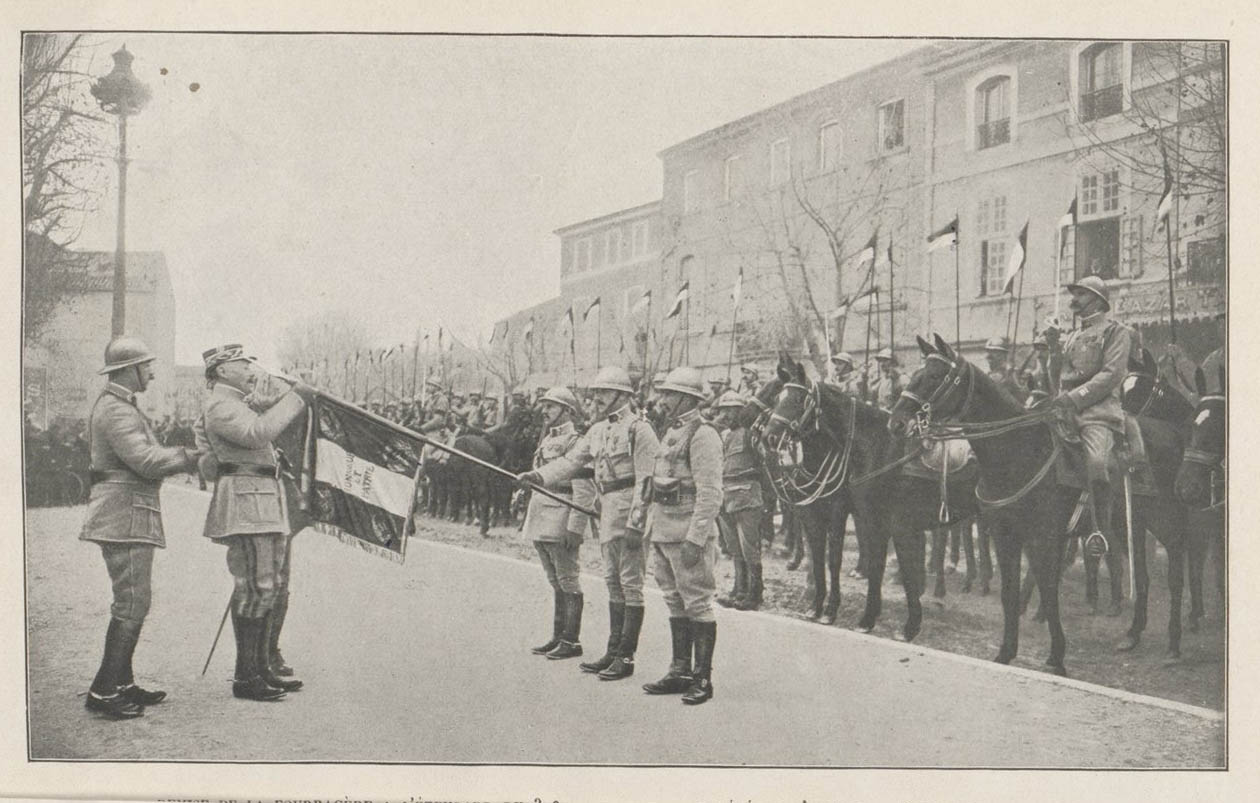
L'étendard du (2e brigade de dragons) décoré en 1918.

#### À la mobilisation d'août 1914
La division a son état-major à Lunéville et est constituée des unités suivantes :
- 2e brigade de dragons - Lunéville :
  - 8e régiment de dragons - Lunéville
  - 31e régiment de dragons - Lunéville

- 12e brigade de dragons - Toul[34] :
  - 4e régiment de dragons - Commercy
  - 12e régiment de dragons - Troyes

- 2e brigade de cavalerie légère - Lunéville :
  - 17e régiment de chasseurs à cheval - Lunéville
  - 18e régiment de chasseurs à cheval - Lunéville

- 2e groupe cycliste du 2e bataillon de chasseurs à pied
- 4e groupe à cheval du 8e régiment d'artillerie de campagne (canons de 75)
- Sapeurs cyclistes du 10e régiment du génie

#### Changements au cours de la Première Guerre mondiale
- Groupes d'automitrailleuses et autocanons (GAMAC)[35] :
  - 9e GAMAC à partir de décembre 1915
  - 10e GAMAC de juin 1916 à août 1916
  - 3e  GAMAC à partir d'août 1916
- Cavalerie à pied[35] :
  - 2e groupe léger d'août 1915 à juin 1916 (forme ensuite le 1er régiment léger)
  - 1er régiment léger de juin 1916 à août 1917
  - 12e régiment de cuirassiers à pied de juillet 1917 à janvier 1918

### Historique

#### 1914
- La 2e division de cavalerie est mobilisée en août 1914, dans la région de Paris (20e région). En couverture jusqu'au 16 août dans la région de Lunéville[36].
- 17 – 21 août : mouvement vers l'est ; engagée dans la bataille de Sarrebourg, combats de Gosselming et de Saint-Georges[36].
- 21 - 26 août : repli sur Lunéville et Rozelieures, les 24 et 25 août combat de Rozelieures[36].
- 26 août - 7 septembre : retrait du front et repos au sud-est de Nancy. À partir du 5 septembre, engagée dans la bataille du Grand Couronné ; opérations dans la région de Champenoux[36].
- 7 septembre – 4 octobre : mouvement vers la Woëvre ; opérations vers Saint-Mihiel et le fort de Troyon. À partir du 1er  octobre : occupation du front Beaumont, Rambucourt, Bouconville[36].
- 4 octobre 1914 - 3 mars 1915 : retrait du front, mouvement vers Toul puis vers Blainville-sur-l'Eau ; repos. D'octobre à décembre, éléments chargés de reconnaissances offensives dans la région Parroy, Cirey, Val-et-Châtillon. En février 1915 éléments engagées dans les combats de Norroy et du signal de Xon (actuellement Lesménils), les autres éléments en secteur[36].

#### 1915
- 3 – 20 mars : mouvement vers la région d'Azerailles (éléments en secteur vers Badonviller, à la disposition de la 71e DI)[36].
- 20 mars – 12 juillet : occupation d'un secteur entre la Vezouze et la voie ferrée d'Avricourt[36].
- 12 juillet – 1er septembre : mouvement de rocade et occupation d'un secteur entre le Sânon et Bezange-la-Grande[37].
- 1er - 19 septembre : retrait du front, repos vers Vézelise[37].
- 19 septembre – 8 octobre : mouvement vers la Champagne. Tenue prête, vers Dampierre-le-Château, à intervenir dans la 2e Bataille de Champagne ; non engagée[37].
- 8 octobre 1915 - 1er juin 1916 : transport par VF dans la région de Belfort. À partir du 12 octobre, occupation d'un secteur vers Burnhaupt-le-Haut et Leimbach[37].

#### 1916
- 1er – 22 juin : mouvement de rocade et occupation d'un secteur entre la frontière suisse et Fulleren[37].
- 22 juin - 15 juillet : retrait du front, transport par VF dans la région de Beauvais ; instruction au camp de Crèvecœur[37].
- 15 juillet - 14 octobre : mouvement vers Conty ; repos. Du 9 août au 3 septembre, mouvement vers la région de Songeons ; repos, éléments à pied engagés dans le secteur de Lihons (bataille de la Somme)[37].
- 14 octobre - 2 décembre : mouvement vers l'ouest de Clermont ; repos. À partir du 17 novembre, mouvement vers la région de Château-Thierry[37].
- 2 décembre 1916 – 29 janvier 1917 : Occupation d'un secteur vers Condé-sur-Aisne et Venizel[37].

#### 1917
- 29 janvier – 7 avril : Regroupement vers Provins ; repos. À partir du 18 mars, mouvement vers le camp de Mailly ; instruction[37].
- 7 – 18 avril : mouvement vers la région d'Épernay, puis vers celle de Fismes. Tenue prête, vers Ventelay, à intervenir, en vue de la poursuite dans la bataille du Chemin des Dames, non engagée[38].
- 18 avril - 3 mai : repos dans la région d'Épernay, puis dans celle d'Anglure et de Fère-Champenoise (du 12 avril au 5 mai, éléments à pied engagés vers les Cavaliers de Courcy)[38].
- 3 mai – 25 août : mouvement vers le front et occupation (avec des éléments des 4e et 7e DC et des éléments territoriaux) d'un secteur entre la ferme des Marquises et les abords est de Reims. Au repos, du 28 mai au 25 juillet (éléments en secteur)[38].
- 25 août - 1er octobre : retrait du front. Mouvement vers Arpajon ; repos (éléments en secteur jusqu'au 12 septembre)[38].
- 1er - 25 novembre : mouvement vers le front. À partir du 25 octobre, occupation (avec des éléments des 4e et 6e DC, et de la 31e DI) d'un secteur entre la ferme des Marquises et les abords est de Reims (éléments en secteur dès le 7 octobre)[38].
- 25 novembre 1917 - 15 février 1918 : retrait du front (éléments en secteur jusqu'au 26 décembre), mouvement vers Provins ; repos et instruction. À partir du 7 février, éléments transférés par VF dans la région de Lyon[38].

#### 1918
- 15 février - 29 mars : transport par VF dans la région de Lyon ; stationnement[38].
- 29 mars - 16 avril : transport par VF à l'ouest de Poix, puis à partir du 10 avril, mouvement vers les Flandres par Saint-Omer et Cassel[38].
- 16 avril – 1er mai : engagée dans la troisième bataille des Flandres, combats des monts des Flandres[38].
- 1er - 28 mai : retrait du front ; reconstitution et repos vers Neufchâtel-en-Bray[39].
- 28 mai - 6 juin : mouvement vers Lizy-sur-Ourcq et La Ferté-Milon. À partir du 1er juin, engagée dans la 3e Bataille de l'Aisne, défense des lisières est de la forêt de Villers-Cotterêts[40].
- 6 juin - 12 juillet : retrait du front ; reconstitution et repos dans la région de Méru.
- 12 – 20 juillet : mouvement vers sud-ouest de Soissons. Tenue prête à intervenir dans la 2e Bataille de la Marne (quelques éléments engagés)[39].
- 20 juillet - 4 août : retrait du front ; repos et travaux dans la forêt de Compiègne[39].
- 4 - 12 août : mouvement vers la région de Beauvais. Engagée, à partir du 8 août dans la troisième bataille de Picardie vers Montdidier, combat de Bus[39].
- 12 - 27 août : retrait du front ; repos[39].
- 27 août – 2 septembre : tenue prête, près de Roye, à intervenir dans l'offensive en cours ; non engagée[39].
- 2 - 18 septembre : retrait du front ; mouvement vers l'ouest de Beauvais, repos[39].
- 18 septembre – 3 octobre : mouvement vers Proven et Roesbrugge-Haringe. À partir du 28 septembre, engagée dans la bataille des crêtes et de Flandres, attaque de Passchendaele[39].
- 3 - 14 octobre : retrait du front ; repos vers Houtkerque[39].
- 14 – 20 octobre : engagée dans la poursuite, prise d'Ardoye, de Pittem, de Grouwenboom et de Vynckt[39].
- 20 octobre - 10 novembre : repos dans la région de Thielt (éléments détachés en liaison avec l'infanterie), à partir du 28 octobre, repos vers Hooglede[39].
- 10 – 11 novembre : tenue prête à intervenir dans la bataille de l'Escaut ; non engagée[39].

### Rattachement
- mobilisation : isolée
- août 1914 : corps Conneau
- août 1914 : isolée
- novembre 1916 : 2e corps de cavalerie

## L'entre-deux-guerres
Après la fin des combats, la division gagne l'Alsace devenue française. En mai 1919, la 2e DC entre en Allemagne pour occuper la Rhénanie puis les régiments rejoignent leur garnison d'avant-guerre de Lunéville entre juin et juillet.
Repartie en Allemagne en mars 1921, la division est dissoute en juillet 1921.

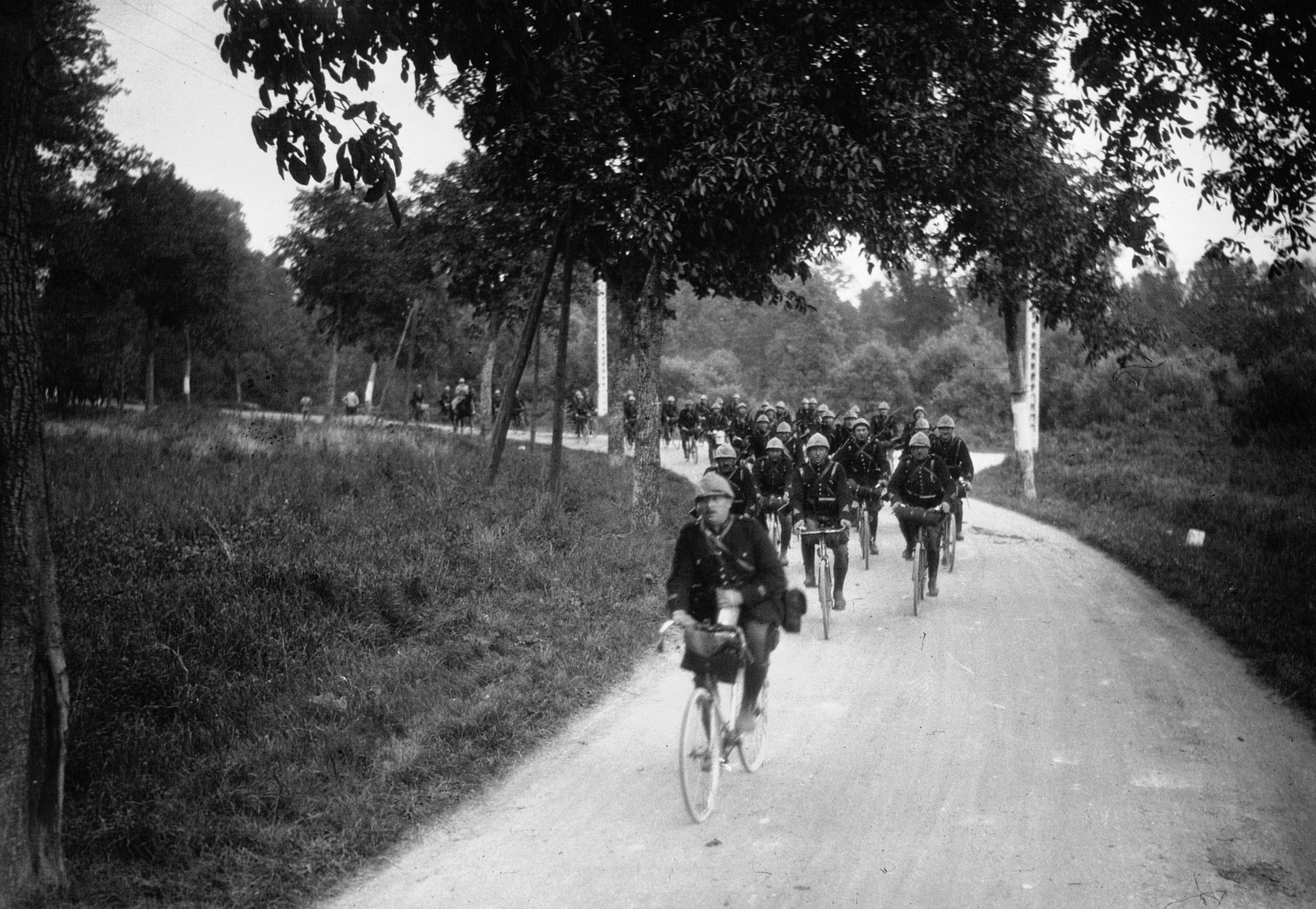
Dragons portés cyclistes appartenant probablement au 3e BDP de la 2e DC, lors des manoeuvres de Lorraine en septembre 1931.

En 1928, il est décidé de recréer la 2e division de cavalerie, à partir de la 5e division de cavalerie. En 1930, la 3e division de cavalerie qui tenait garnison à Lunéville, « reprend ». La 2e DC est alors composée des unités suivantes :
- 3e brigade de cavalerie :
  - 3e régiment de hussards
  - 18e régiment de chasseurs à cheval

- 4e brigade de cavalerie :
  - 8e régiment de dragons
  - 31e régiment de dragons
- 2e groupe d'escadrons d'automitrailleuses de cavalerie :
  - 3e escadron d'automitrailleuses de cavalerie
  - 15e escadron d'automitrailleuses de cavalerie
- 3e bataillon de dragons portés
- 73e régiment d'artillerie

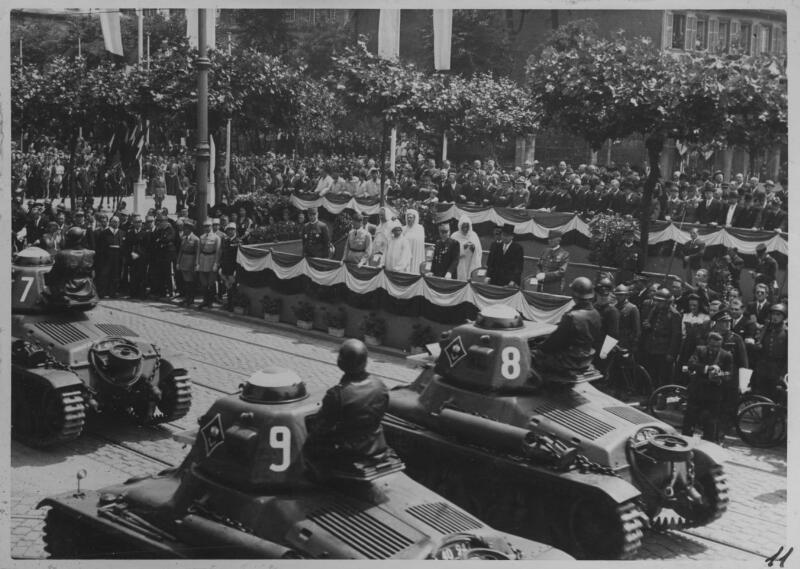
Chars Hotchkiss H35 du 2e groupe d'automitrailleuses de la 2e DC défilant devant le sultan Mohammed du Maroc à Strasbourg le 11/7/1939.

En 1934, la cavalerie est réorganisée. La division est organisée comme suit :
- 3e brigade de cavalerie à Lyon :
  - 9e régiment de cuirassiers de Lyon (remplace le 3e régiment de hussards[46])
  - 18e régiment de chasseurs à cheval de Saint-Avold

- 4e brigade de cavalerie à Lunéville :
  - 8e régiment de dragons de Lunéville
  - 31e régiment de dragons de Lunéville
- 2e groupe d'automitrailleuses (Strasbourg, un escadron à Metz)
- 3e bataillon de dragons portés (Lunéville)
- 73e régiment d'artillerie (Lunéville)

## La Seconde Guerre mondiale

### Composition au moment de la mobilisation
- État-major à Lunéville sous les ordres du général de division Berniquet :
- 3e brigade de cavalerie (Saint-Avold) :
  - 5e régiment de cuirassiers (Strasbourg)
  - 18e régiment de chasseurs à cheval (Saint-Avold)

- 4e brigade de cavalerie (Lunéville) :
  - 8e régiment de dragons (Lunéville)
  - 31e régiment de dragons (Lunéville)

- 12e brigade légère motorisée (Lunéville) :
  - 2e régiment d'automitrailleuses (Strasbourg)
  - 3e régiment de dragons portés (Lunéville)
- 73e régiment d'artillerie à tracteurs tous terrains (Lunéville)
  - 10e batterie divisionnaire anti-chars du 73e RATTT
- sapeurs-mineurs, transmission, intendance, service de Santé, train.

- Forces aériennes[réf. nécessaire] : 
  - Forces aériennes ?? (FA ??)
  - Groupe Aérien d'Observation 5/520 (G.A.O. 5/520)

### Historique
En février 1940, la division devient la 2e division légère (de cavalerie), la 4e brigade de cavalerie devient elle le noyau de la 4e division légère (de cavalerie).